# جون بيتر هولتزمارك
جون بيتر هولتزمارك (بالنرويجية البوكمول: Johan Peter Holtsmark)‏ هو بروفيسور وفيزيائي نرويجي، ولد في 13 فبراير 1894 في أسكر في النرويج، وتوفي في 10 ديسمبر 1975 في باروم في النرويج.